# Otto Steiger (Wirtschaftswissenschaftler)
Otto Martin Steiger (* 12. Dezember 1938 in Dresden; † 17. Januar 2008 in Bremen) war Professor für Wirtschaftswissenschaften am Institut für Konjunktur- und Strukturforschung (IKSF) an der Universität Bremen.

## Biografie
Steiger verbrachte seine Kindheit auf dem landwirtschaftlichen Gut seiner Eltern in Döschütz, Kreis Döbeln/Sachsen, das gleich nach Kriegsende enteignet wurde. Er besuchte von 1949 bis 1958 das Felix-Klein-Gymnasium in Göttingen und studierte von 1958 bis 1964 Volkswirtschaftslehre und Wirtschaftsgeschichte an der Freien Universität Berlin und an der Universität Uppsala.
1973 wurde er Professor für Allgemeine Ökonomische Theorie mit dem Schwerpunkt Geldtheorie und Makroökonomik an der Universität Bremen.
1979 war er Gastprofessor an der Rutgers University in New Brunswick (New Jersey), von 1981 bis 1988 an der  International Summer School des Istituto Avanzati di Economica Politica der Universität Triest, 2002 an der Universität Lettlands in Riga und 2003 an der Universität Lyons und der Mittuniversitetet Östersund in Schweden.
Von 1989 bis 1992 war er Vorschlagsberechtigter der Schwedischen Akademie der Wissenschaften für den Preis für Wirtschaftswissenschaften der schwedischen Reichsbank im Gedenken an Alfred Nobel.

## Forschungsschwerpunkte
- Neuformulierung des Kerns der ökonomischen Theorie als Theorie des Eigentums, d. h. von Zins und Geld. Im Zentrum der ökonomietheoretischen Forschungen, die er mit seinem Bremer Kollegen Gunnar Heinsohn durchführte, steht das Eigentum als elementare Kategorie, aus dem sich – wenn es von bloßem Besitz unterschieden wird – Zins, Geld und Märkte ableiten lassen. Kern der Heinsohn/Steiger'schen Geldtheorie ist die zivilrechtliche Tatsache, dass Eigentum in Verträgen Gegenstand der Vermögenshaftung ist (siehe Haftung) und damit zur Sicherung zwangsvollstreckbarer schuldrechtlicher Forderungen dient. Heinsohn und Steiger setzen der klassischen und neoklassischen Schule ein alternatives Paradigma im Sinne einer „wissenschaftlichen Revolution“ (Thomas S. Kuhn) entgegen, die Eigentumsökonomie („Property Economics“) bzw. Theorie der Eigentumswirtschaft, das man als institutionelle Fundierung des postkeynesianischen Ansatzes bezeichnen könnte und das vor allem für die Transformation traditional, feudal oder sozialistisch strukturierter Gesellschaften zu Marktwirtschaften praktische Implikationen hat: Erster Schritt des Aufbaus einer funktionierenden Geldwirtschaft muss diesem Modell zufolge immer die Institutionalisierung von Eigentumsrechten (grundbuch- und katasteramtsmäßige Dokumentation von Eigentumsrechten) und die Institutionalisierung eines zivilen Vertrags- und v. a. Schuldrechts sein, das in allererster Linie die Vollstreckbarkeit privater Schuldverträge garantiert.

- Theorie der Zentralbank und des Eurosystems

- Diskussion moderner, neoklassisch inspirierter ökonomischer sowie historisch-demographischer Bevölkerungstheorien in Hinblick auf Bevölkerungsexplosion, Bevölkerungspolitik und Geburtenrückgang (mit Gunnar Heinsohn)

- Gegenüberstellung von makroökonomischen Ansätzen der Stockholmer Schule – insbesondere der Ökonomen Erik Lindahl, Gunnar Myrdal und Bertil Ohlin – mit der „General Theory“ von John Maynard Keynes

## Bibliografie (Auswahl)
- 1971 Studien zur Entstehung der Neuen Wirtschaftslehre in Schweden: Eine Anti-Kritik.  Duncker&Humblot, Berlin.
- 1979 Menschenproduktion : Allgemeine Bevölkerungstheorie der Neuzeit. Frankfurt am Main, ISBN 3-518-10914-6 (mit Gunnar Heinsohn und Rolf Knieper, Inhaltsangabe (Eintrag im Lexikon ökonomischer Werke)).
- 1985 Die Vernichtung der weisen Frauen: Beiträge zur Theorie und Geschichte von Bevölkerung und Kindheit. Herbstein, ISBN 3-88880-057-9 (2005 4., erweiterte Ausgabe, Area, Erftstadt, ISBN 3-89996-340-7)  (mit Gunnar Heinsohn).
- 1988 Keynes’ General Theory nach fünfzig Jahren. Duncker&Humblot, Berlin, ISBN 3-428-06429-1 (Hg., mit Harald Hagemann).
- 1993 Der Stand und die nächste Zukunft der Geldforschung: Festschrift für Hajo Riese zum 60. Geburtstag, Berlin: Duncker&Humblot, ISBN 3-428-07534-X (Hg., mit H.-J. Stadermann)
- 1996 Eigentum, Zins und Geld. Ungelöste Rätsel der Wirtschaftswissenschaft, Reinbek bei Hamburg, ISBN 3-89518-494-2 (2004 3., nochmals durchgesehene Auflage, Marburg, ISBN 3-89518-494-2) (mit Gunnar Heinsohn, Inhaltsverzeichnis)
- 1999 Herausforderung der Geldwirtschaft: Theorie und Praxis währungspolitischer Ereignisse, Metropolis, Marburg, ISBN 3-89518-231-1 (Hg., mit H.J. Stadermann)
- 2001: Verpflichtungsökonomik: Eigentum, Freiheit und Haftung in der Geldwirtschaft. Metropolis, Marburg, ISBN  3-89518-345-8  (Hg., mit Hans-Joachim Stadermann).
- 2001 Allgemeine Theorie der Wirtschaft – Band I: Schulökonomik. Mohr Siebeck, Tübingen, ISBN 3-16-147608-5 (2006 2. Auflage, ISBN 3-16-149009-6) (mit Hans-Joachim Stadermann).
- 2002 Eigentumstheorie des Wirtschaftens versus Wirtschaftstheorie ohne Eigentum. Ergänzungsband zur Neuauflage von „Eigentum, Zins und Geld“. (2., durchgesehene Aufl. 2002), ISBN 3-89518-352-0, Marburg: Metropolis (mit Gunnar Heinsohn)
- 2006 Eigentumsökonomik. Metropolis, Marburg, ISBN 3-89518-534-5 (mit Gunnar Heinsohn, Inhaltsverzeichnis).
- 2006 Allgemeine Theorie der Wirtschaft – Band II: Nominalökonomik. Tübingen: Mohr Siebeck, ISBN 3-16-148909-8 (von Hans-Joachim Stadermann; Hg., mit Hans-Joachim Stadermann).